# خلل التنسج القصبي الرئوي
خلل التنسج القصبي الرئوي (كان يُعرف سابقاً باسم "مرض الرئة المزمن في الطفولة")، هو اضطراب مزمن يصيب رئات الرضّع والأطفال، وقد وُصف للمرة الأولى عام 1967. يشيع أكثر عند الرضع ذوي الأوزان المنخفضة عند الولادة والأطفال الذين يتلقون تنفساً صناعياً لعلاج متلازمة الضائقة التنفسية لدى الرضع. يؤدي هذا المرض إلى الإصابة بأمراض خطيرة والموت. تطوّر تعريف وتحديد ماهية هذا المرض بفعل التغيرات التي تطرأ على الناس كزيادة فرص عدم الموت في سن الإنجاب وفي الأعمار الأصغر وتحسّن طرق العناية بحديثي الولادة.
يتضمن تعريف خلل التنسج القصبي الرئوي تحديد درجات حدّته من خطير إلى معتدل إلى خفيف. ويرتبط هذا مع وضع الرضيع الصحي ودرجة نموه وشدة المرض بشكل عام. يوفّر النظام الجديد وصفاً أفضل للمرض الرئوي وحدّته.

## التظاهرات

### المضاعفات
مشاكل التغذية شائعة عند الرضع المصابين بخلل التنسج القصبي الرئوي؛ غالبًا بسبب تعرضهم التنبيب لفترات مطولة. يظهر عند هؤلاء الأطفال فرط حساسية عند لمس الفم (المعروف أيضًا باسم النفور الفموي). الموجودات:
- نقص تأكسج الدم.
- فرط ثنائي أكسيد الكربون في الدم.
- كراكر، وأزيز، وانخفاض أصوات التنفس.
- زيادة إفرازات الشعب الهوائية.
- فرط الانتفاخ.
- التهابات الجهاز التنفسي السفلي المتكررة.
- تأخر النمو والتطور.
- مرض القلب الرئوي.
- يظهر تصوير الصدر بالأشعة السينية فرط الانتفاخ، وانخفاض عضلة الحجاب الحاجز، وهمود الرئة، والتغيرات الكيسية.

## الأسباب
يؤدي تعرض الخدج لأكسجين عالٍ لفترات طويلة إلى التهاب القصيبات الناخر وإصابة الحاجز السنخي، مع حدوث التهاب وتندب. ينتج عن ذلك نقص تأكسج الدم. حاليًا، مع ظهور العلاج بمادة السورفكتانت، والتهوية الآلية، يعاني الأطفال المصابون بخلل التنسج القصبي الرئوي من إصابة أكثر اعتدالًا بدون التهاب القصيبات الناخر أو تليف الحاجز السنخي. يوجد عادة عنيبات متوسعة مع حواجز سنخية رقيقة وتليف خلالي قليل أو معدوم. يتطور المرض عادة خلال الأسابيع الأربعة الأولى بعد الولادة.

## التشخيص

### المعايير الباكرة
يُشخص خلل التنسج القصبي الرئوي في عمر 28 يومًا إذا استوفت الحالة المعايير التالية:
1. تهوية بالضغط الإيجابي خلال الأسبوعين الأولين من الحياة لمدة 3 أيام على الأقل.
2. العلامات السريرية لوظيفة الجهاز التنفسي غير الطبيعية.
3. حاجة إضافية للأكسجين لمدة تزيد عن 28 يومًا من العمر للحفاظ على ضغط جزئي للأكسجين أعلى من 50 ملم زئبقي.
4. تصوير شعاعي للصدر مع نتائج غير طبيعية منتشرة مميزة لخلل التنسج القصبي الرئوي.

### معايير أحدث
- معايير المعهد الوطني للصحة (الولايات المتحدة) الحديثة لمرض خلل التنسج القصبي الرئوي للولدان المعالجين بأكثر من 21% أكسجين لمدة 28 يومًا على الأقل هي:[5][6]

#### خفيف
- قدرة على التنفس في هواء الغرفة في عمر 36 أسبوعًا للأطفال المولودين قبل عمر 32 أسبوعًا حمليًا، أو
- قدرة على التنفس في هواء الغرفة بعمر 56 يومًا للأطفال المولودين بعد 32 أسبوعًا من الحمل.

#### معتدل
- الحاجة إلى نسبة أكسجين أقل من 30% في عمر 36 أسبوعًا للأطفال المولودين قبل 32 أسبوعًا، أو
- الحاجة إلى نسبة أكسجين أقل من 30% حتى عمر 56 يومًا للأطفال المولودين بعد 32 أسبوعًا من الحمل.

#### شديدة
- الحاجة إلى نسبة أكسجين أكبر من 30%، مع أو بدون تهوية بالضغط الإيجابي أو الضغط الإيجابي المستمر في عمر 36 أسبوعًا عند الأطفال المولودين قبل 32 أسبوعًا، أو
- الحاجة إلى نسبة أكسجين أكبر من 30% مع أو بدون تهوية بالضغط الإيجابي أو الضغط الإيجابي المستمر في عمر 56 يومًا عند الأطفال المولودين بعد 32 أسبوعًا من الحمل.

## وبائيًا
يختلف معدل الإصابة بخلل التنسج القصبي الرئوي بين المؤسسات الصحية المختلفة، مما قد يعكس عوامل الخطر لحديثي الولادة، وممارسات الرعاية الصحية (مثل مستويات تشبع الأكسجين المقبولة)، والاختلافات في التعريفات السريرية لخلل التنسج القصبي الرئوي.